# 福嶌教輝

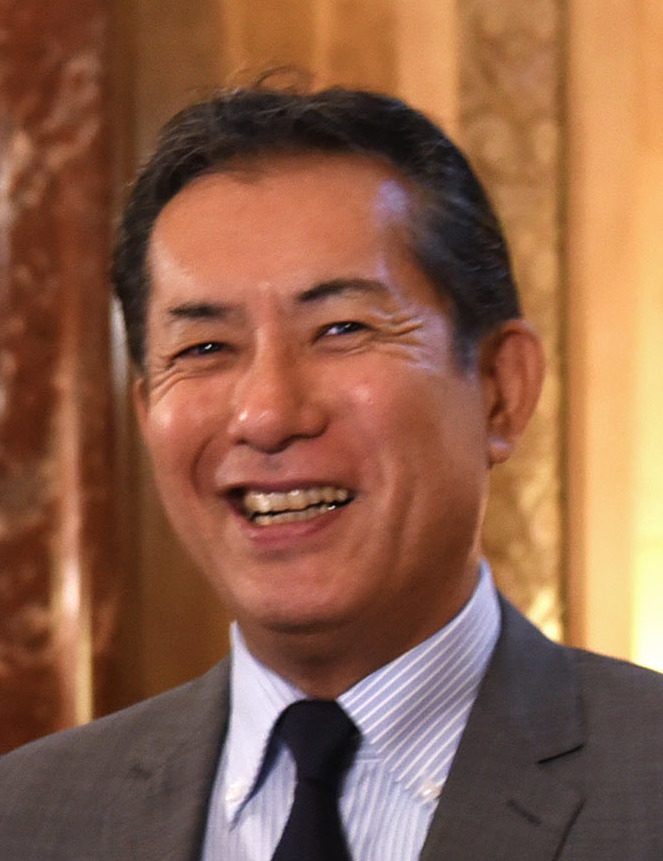
アルゼンチン駐箚時の福嶌大使

福嶌 教輝（ふくしま のりてる、1958年〈昭和33年〉8月27日 - ）は、日本の外交官。2021年（令和3年）からメキシコ駐箚特命全権大使を務めている。心臓血管外科医の福嶌教偉、スペイン語学者の福嶌教隆は兄。

## 経歴・人物
1958年（昭和33年）メキシコ・メキシコシティ生まれ。父親は伊藤忠商事社員でメキシコで自動車工場の建設に携わっていた。1980年（昭和55年）京都大学法学部在学中に外務省公務員採用上級試験に合格する。1981年（昭和56年）に大学を卒業し、外務省に入省する。
- 1993年（平成5年）8月　国連代表部（ニューヨーク駐在）一等書記官
- 1996年（平成8年）1月　在アルゼンチン日本国大使館一等書記官
- 1998年（平成10年）1月　参事官
- 1998年（平成10年）8月　 外務省大臣官房領事移住部邦人保護課邦人特別対策室長
- 2000年（平成12年）5月　外務省中南米局中南米第一課長
- 2003年（平成15年）8月　在スペイン日本国大使館参事官
- 2005年（平成17年）1月　駐墨公使
- 2006年（平成18年）7月　駐伊公使
- 2008年（平成20年）8月　外務省大臣官房参事官兼欧州局
- 2010年（平成22年）9月6日　在スペイン日本国大使館公使[2]
- 2012年（平成24年）7月24日　サンパウロ総領事[3]
- 2015年（平成27年）5月25日　アルゼンチン駐箚特命全権大使[4][5]
- 2019年（令和元年）8月2日　二千二十年東京オリンピック・パラリンピック競技大会担当特命全権大使[6]
- 2019年（令和元年）8月9日　東京オリンピック・パラリンピック競技大会組織委員会アンバサダー・フォー・インターナショナル・リレーションズ[7]
- 2021年（令和3年）10月8日　駐メキシコ特命全権大使[8]

## 同期
- 兼原信克（14年国家安全保障局次長兼務・12年内閣官房副長官補）
- 泉裕泰（19年日本台湾交流協会台北事務所長・17年バングラデシュ大使）
- 上月豊久（15年ロシア大使）
- 岡村善文（19年OECD大使・17年人権人道担当大使）
- 山田彰（17年ブラジル大使・14年メキシコ大使）
- 上村司（21年日本国政府代表（中東和平担当特使）、17年サウジアラビア大使）
- 佐藤地（17年駐ハンガリー大使・15年ユネスコ大使）
- 側嶋秀展（19年ミクロネシア大使・16年ザンビア大使）
- 香川剛廣（18年国際貿易・経済担当大使・15年エジプト大使）
- 石兼公博（19年国連大使・17年カナダ大使）
- 高岡正人（19年クウェート大使・16年モンゴル大使・13年シドニー総領事・12年イラク大使）
- 高木昌弘（21年駐ドミニカ共和国大使・20年クリチバ総領事）
- 冨田浩司（21年駐米大使・19年韓国大使・15年イスラエル大使）
- 川村裕（24年依願免職・20年ノルウェー大使・18年沖縄大使・14年コートジボワール兼トーゴ兼ニジェール大使）
- 川村泰久（19年カナダ大使）
- 嘉治美佐子（19年クロアチア大使・14-17年ジュネーヴ代表部大使）
- 宮島昭夫（20年ポーランド大使・17年トルコ大使）
- 重枝豊英（15年リトアニア大使）
- 石井哲也（17年トンガ大使）
- 岡田誠司（20年バチカン大使・17年南スーダン大使）
- 冨永純正（14年青年海外協力協会会長・11年コンゴ民主共和国大使）
- 奥克彦（イラク日本人外交官射殺事件犠牲者[9]、03年殉職のため大使の称号付与）
- 伊藤光子（15年世界の子どもにワクチンを日本委員会事務局長）
- 福嶌香代子（19年ナッシュビル総領事）